# Caporale di giornata
Caporale di giornata è un film del 1958 diretto da Carlo Ludovico Bragaglia.

## Trama
Un neonato con un bigliettino che lo identifica come "figlio di Felice" viene abbandonato nella garitta di una caserma. I quattro soldati di nome Felice vengono convocati e interrogati. Ognuno di loro ha qualche buon motivo di ritenere di essere il padre, ma, tra scambi di persona ed equivoci, a risolvere il caso e a rivelare l'identità dell'uomo sarà la madre stessa del bambino.